# Eibesbrunn-Bahnhof
Eibesbrunn-Bahnhof (oder Am Bahnhof) ist eine Häusergruppe in der Gemeinde Großebersdorf im Bezirk Mistelbach in Niederösterreich.

## Geografie
Die Häusergruppe Eibesbrunn-Bahnhof liegt im Südwesten von Eibesbrunn, zählt aber bereits zur westlich der Brünner Straße liegenden Katastralgemeinde Großebersdorf.  Am 1. April 2020 umfasste die Ortslage 13 Gebäude. Von der benachbarten Ortschaft Eibesbrunn ist sie durch die Gemeindegrenze getrennt.

## Geschichte
Der Beginn der Ortslage kann etwa ab der Errichtung der Stammersdorfer Lokalbahn angenommen werden, wo allmählich auch Wohnhäuser errichtet wurden. Im Jahr 1988 wurde der Bahnbetrieb eingestellt und die Bahnlinie abschnittsweise abgetragen. Seit 2005 führt ein Radweg über die ehemalige Trasse. Das ehemalige Aufnahmsgebäude des Bahnhofs Eibesbrunn steht unter Denkmalschutz (Listeneintrag).